# Um Ser Amor
Um Ser Amor é o primeiro EP da cantora e compositora brasileira Paula Fernandes, lançado no dia 12 de junho de 2013. No mês seguinte ao seu lançamento o EP bateu a marca de 200.000 cópias vendidas em território brasileiro, e sendo certificado com disco de platina dupla pela ABPD.
O Disco teve o intuito de divulgar a nova música de trabalho da cantora "Um Ser Amor" que faz parte da trilha sonora da telenovela brasileira Amor à Vida exibida pela Rede Globo. A Canção que dá nome ao EP é a mais tocada nas rádios do Brasil .  No dia 05 de junho de 2013 o website do Fã-Clube FernandesMcCurdy da cantora divulgou que além do DVD, Paula lançaria um EP com quatro músicas, notícia que foi confirmada dias depois no site oficial e nas redes sociais da artista. O Trabalho é composto por duas faixas inéditas e duas do disco anterior Meus Encantos.

## Prêmios e indicações
| Ano  | Premiação     | Categoria                | Resultado |
| ---- | ------------- | ------------------------ | --------- |
| 2014 | Grammy Latino | Melhor Canção Brasileira | Indicado  |

## Lista de Faixas
| N.º            | Título         | Compositor(es)          | Produtor(es)    | Duração  |  |
| 1.             | "Um Ser Amor"  | Paula Fernandes         | Márcio Monteiro | 4:25     |  |
| 2.             | "Além da Vida" | Fernandes Victor Chaves | Márcio Monteiro | 4:39     |  |
| 3.             | "Céu Vermelho" | Fernandes               | Márcio Monteiro | 3:17     |  |
| 4.             | "Apenas Flor"  | Fernandes               | Marcus Viana    | 3:59     |  |
| Duração total: | Duração total: | Duração total:          | Duração total:  | 00:15:04 |  |

### Certificações
| País          | Certificação | Vendas   |
| ------------- | ------------ | -------- |
| Brasil - ABPD | 2× Platina   | 250.000+ |